# Onthophagus elgoni
Onthophagus elgoni là một loài bọ cánh cứng trong họ Bọ hung (Scarabaeidae).